# Bothriochloa hybrida
Bothriochloa hybrida är en gräsart som först beskrevs av Gould, och fick sitt nu gällande namn av Gould. Bothriochloa hybrida ingår i släktet Bothriochloa och familjen gräs. Inga underarter finns listade i Catalogue of Life.